# Биовет
„Биовет“ АД е българско предприятие за производство на лекарства, основно ветеринарни, със седалище в Пещера, основна част от групата „Хювефарма“.
През 2023 година то има обем на продажбите 571 милиона лева, годишна печалба от 94 милиона лева и около 2400 служители. Към 2022 година по размер на приходите „Биовет“ е най-големият производител на лекарствени вещества в България, най-голямото предприятие в община Пещера и третото по големина в област Пазарджик.
„Биовет“ води началото си от основан през 1961 година завод за хлортетрациклин на държавния монопол „Фармахим“, а като самостоятелно предприятие е регистрирано през 1991 година. Мажоритарният дял от него е приватизиран през 2000 година от група около финансиста Кирил Домусчиев, който заедно с брат си Георги Домусчиев е собственик и към 2025 година. През 2002 година купува по-малък завод в Ботевград, а през 2005 година придобива от „Балканфарма“ част от техния фармацевтичен завод в Разград.